# Naïma El Jeni
Naïma El Jeni (arabe : نعيمة الجاني) est une actrice tunisienne, originaire de la ville de Ghomrassen.

## Biographie

### Carrière
Sa carrière débute à la télévision en 1992 dans la série El Douar (ar). Par la suite, elle joue dans plusieurs séries télévisées dont El Khottab Al Bab, Hssabet w Aqabet et Kamanjet Sallema. En 2007, elle interprète le rôle de Kalthoum dans la série populaire Choufli Hal.
Au cinéma, Naïma El Jeni faits ses débuts dans deux longs métrages, Halfaouine, l'enfant des terrasses (1990) de Férid Boughedir puis Miel et Cendres (1996) de Nadia Fares-Anliker.

### Vie privée
Elle a été mariée à l'acteur tunisien Mongi Ben Hafsia, avec qui elle a une fille, l'actrice Oumayma Ben Hafsia, qui a joué à ses côtés dans les séries Choufli Hal et Bent Omha.

## Filmographie

### Cinéma
- 1990 : Halfaouine, l'enfant des terrasses de Férid Boughedir
- 1996 : Miel et Cendres de Nadia Fares Anliker : Nabila
- 2002 : Poupées d'argile de Nouri Bouzid
- 2004 : Parole d'hommes de Moez Kamoun (ar)
- 2006 : Fleur d'oubli de Salma Baccar
- 2008 : Le Projet (court métrage) de Mohamed Ali Nahdi
- 2016 : Woh ! d'Ismahane Lahmar : Dalenda

### Télévision

#### Séries
- 1992 :
  - El Douar (ar) d'Abdelkader Jerbi : Selma
  - Ouled Ennas de Moncef Dhouib : Saoussen
- 1993 :
  - Warda d'Hamadi Arafa
  - El Assifa d'Abdelkader Jerbi : Radhia
- 1995 : La Chute du sable de Mohamed Ghodbane : Zina
- 1996 : Le Drapeau et la pluie de Fawaz Abdelki
- 1996-1997 : El Khottab Al Bab de Slaheddine Essid, Ali Louati et Moncef Baldi : Hadda
- 1997 : Bab El Khoukha d'Abdeljabbar Lebhouri : Nadhira
- 1999-2000 : Edhak Ledonia de Tahar Fazaa : Fatma
- 2000 : Mnamet Aroussia de Slaheddine Essid : Sassia
- 2000-2001 : Idhhak Li Doniya d'Abderrazak Hammami : Fatma
- 2001 : Dhafayer de Habib Mselmani : Louiza
- 2003 : Ikhwa wa Zaman de Hamadi Arafa : Mongia
- 2004 : Hssabet w Aqabet de Habib Mselmani : Meriem Bent Saouef
- 2005 : Aoudat Al Minyar de Habib Mselmani : Chahla
- 2006 : Hayet Wa Amani de Mohamed Ghodhbane : Hayet
- 2007 : Kamanjet Sallema de Hamadi Arafa : Neïla
- 2007-2009 : Choufli Hal (saisons 4-6) de Slaheddine Essid et Abdelkader Jerbi : Kalthoum
- 2008 : Sayd Errim d'Ali Mansour : Nejma
- 2010 :
  - Casting de Sami Fehri (invitée d'honneur)
  - Garage Lekrik de Ridha Béhi
- 2012 : Dar Louzir de Slaheddine Essid : Janet
- 2013 : Yawmiyat Imraa de Khalida Chibeni : Habiba
- 2013-2014 : Caméra Café d'Ibrahim Letaïef : Bahija
- 2014 : Naouret El Hawa (saison 1) de Madih Belaïd : Khadija
- 2014-2015 : Bent Omha de Youssef Milad et Mokhless Moalla : Douja
- 2015 : Le Risque de Nasreddine Shili
- 2016-2020 : Denya Okhra (ar) de Sami Fehri et Kaïs Chekir : Mongia
- 2016 :
  - Sohba Ghir Darjine de Hamza Messaoudi : Habiba
  - Bolice 2.0 de Majdi Smiri (invitée d'honneur)
- 2019 :
  - Sohba Ghir Darjine 2.0 de Hamza Messaoudi : Habiba
  - El Harba de Kaïs Chekir : la mère de Chakib
- 2021 :
  - Millionnaire de Muhammet Gök
  - Inchallah Mabrouk de Bassem Hamraoui
- 2021-2022 : El Foundou de Saoussen Jemni : Khedija
- 2022 : Ken Ya Makenech (saison 2) d'Abdelhamid Bouchnak : Mahsoub
- 2023-2024 : Fallujah de Saoussen Jemni : Madame Leïla
- 2024 : Super Tounsi de Kaïs Chekir[2] : Halima
- 2025 : El Fetna de Saoussen Jemni : Najet

#### Téléfilms
- 2007 : Puissant de Habib Mselmani
- 2009 : Choufli Hal d'Abdelkader Jerbi : Kalthoum

#### Émissions
- 2012 : Le Crocodile (épisode 9) sur Ettounsiya TV
- 2014 : L'anglizi (épisode 2) sur Tunisna TV

### Vidéos
- 2013 : apparition dans le clip de Ghneya Lik (Une Chanson pour toi), une chanson collective écrite, composée et produite par Bayrem Kilani et dirigée par Sami Maatougui ; le clip est réalisé par Zied Litayem
- 2017 : apparition dans le clip de Mani Mani de Cheb Bachir, réalisé par Rabii Takeli

## Théâtre
Naïma El Jeni est par ailleurs comédienne de théâtre, elle a participé à de nombreuses pièces :
- 2012 : Daddou candidate aux élections présidentielles de Moncef Dhouib[3]
- 2016 : Quelle famille ! (Malla Aïla) de Sadok Halwes[4]
- Woufa Al Maktoub, texte de Tahar Radhouani et mise en scène de Sadok Halwes, avec Dorsaf Mamlouk[5] : l'avocate
- Aâtini Forssa, mise en scène de Sadok Halwes, avec Dorsaf Mamlouk
- Ayla (La Famille), mise en scène de Sadok Halwes, avec Dorsaf Mamlouk
- Fezzani Mertah, texte de Salah Jday et Mohamed Ghodbane, avec Mongi Ben Hafsia
- Etalibet (Les Étudiantes), texte d'Azzouz Chennaoui et mise en scène de Mongi Ben Hafsia[6]

## Distinctions
- Officier de l'Ordre tunisien du Mérite (2004)[7].